# Pierre Ribes
Pour les articles homonymes, voir Ribes.
Pierre Ribes est un homme politique français né le 7 août 1919 à Ordizan (Hautes-Pyrénées) et mort le 25 août 2004 à Paris.

## Biographie
Expert comptable, diplômé de Sciences Po (1940), Pierre Ribes devient en 1955 PDG de la Compagnie générale fiduciaire dans laquelle il travaillait depuis 1936.
Il est le père de Jean-Michel Ribes.

## Fonctions ministérielles
- Secrétaire d’État aux Postes et Télécommunications du gouvernement Raymond Barre (3), 5 décembre 1980 au 13 mai 1981[2].

## Mandats parlementaires
- Député UDR puis RPR des Yvelines, du 30 juin 1968 au 6 décembre 1980. Il est battu lors du renouvellement de son mandat aux législatives de 1981 par Bernard Schreiner[3].

## Carrière politique
- Maire de Civry-la-Forêt de 1959 à 1971.
- Trésorier de l'UDR entre 1971 et 1976.